# Canalis incisivus

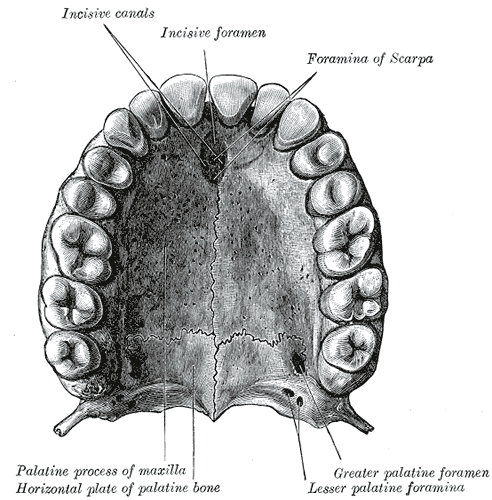
Knöcherne Anatomie von Oberkiefer und Gaumen des Menschen. Der Canalis incisivus mündet über das Foramen incisivum in der Fossa incisiva hinter den Schneidezähnen (Incisivi).

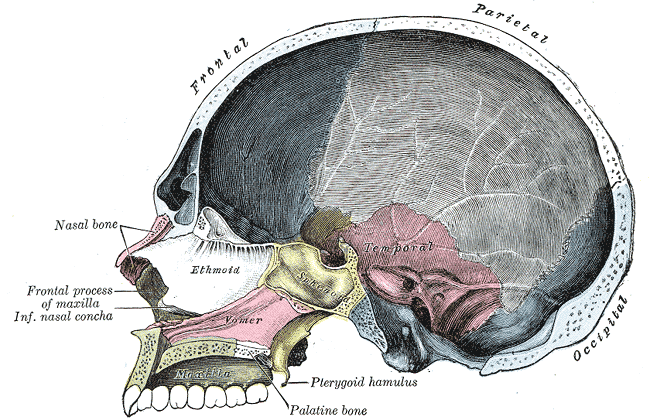
Knöcherner Schädel

Der Canalis incisivus ist ein knöcherner Kanal im harten Gaumen des Menschen, der Nasenhöhle und Mundhöhle verbindet.
Seine Öffnung zur Mundhöhle hin, das Foramen incisivum, liegt in der Fossa incisiva, einer Grube hinter den Schneidezähnen (Incisivi; von lateinisch incidere ‚einschneiden‘). Durch den Canalis incisivus ziehen Nerven und Gefäße, jederseits ein Nervus nasopalatinus (Nervus incisivus) sowie der Endast der Arteria palatina descendens und die Arteria sphenopalatina. Daneben enthält der knöcherne Kanal mit Epithel ausgekleidete Gänge, die bei Säugetieren in verschiedener Weise Verbindungen des Jacobson-Organs zur Nasenhöhle und/oder zur Mundhöhle darstellen bzw. diese miteinander verbinden. Beim erwachsenen Menschen sind diese Gänge weitgehend rückgebildet. 
In der frühen Fetalentwicklung des Menschen bildet sich im hinteren Anteil des primären Gaumens der Canalis incisivus. Er umfängt schließlich knöchern einen paarig angelegten epithelialisierten Gang, den Ductus incisivus, der zunächst als Ductus nasopalatinus noch eine oro-nasale Verbindung darstellt.
Normalerweise wird dieser innerhalb des Canalis incisivus gelegene Gang beim Menschen gaumenseitig geschlossen und bildet sich schon vor der Geburt teilweise zurück. Sein Bestehenbleiben wird als seltene Fehlbildung im vorderen Oberkiefer angesehen. Einen offenen Ductus nasopalatinus beim Menschen beschrieb 1881 erstmals  Hector Louis François Leboucq. Seitdem sind etwa 40 Fälle klinisch beschrieben worden, bei denen ein oder zwei kleine Öffnungen seitlich oder hinter der Papilla incisiva bestehen, über die sich Luft aus dem Nasenbereich in den Mund saugen lässt; ohne Beschwerden ist keine Intervention nötig.

## Durchtretende Strukturen
Durch den Canalis incisivus ziehen der Endast der Arteria palatina descendens und die Arteria sphenopalatina sowie der Nervus nasopalatinus.